# Burmagomphus minusculus
Burmagomphus minusculus – gatunek ważki z rodziny gadziogłówkowatych (Gomphidae).